# درشتی
درشتی نام یک مجموعه داستان است که توسط علی‌اشرف درویشیان نوشته‌شده‌است. این مجموعه داستان از ۱۰ داستان کوتاه تشکیل شده و نخستین بار در سال ۱۳۷۳ توسط انتشارات چشمه منتشر شده‌است. درویشیان در سال ۱۳۷۷ ویراست دومی از این مجموعه داستان منتشر کرد.
درویشیان در این مجموعه اندکی از رئالیسم کارهای پیشین‌اش فاصله گرفته و به سبب استفاده از فرم در روایت داستان‌ها اثری متفاوت از کارهای پیشین خود خلق کرده‌است. با این حال او در این مجموعه هم به مسائل و زندگی فرودستان و انسان‌های حاشیه‌ای جامعه می‌پردازد و نگاه انتقادی خود را حفظ کرده‌است. مجموعه داستان درشتی نخستین مجموعه داستان درویشیان پس از رخداد جنگ ایران و عراق و جنگ در کردستان ایران است و به همین دلیل تأثیر این دو رخداد در این مجموعه دیده می‌شود. فلاکت و تیره‌روزی فاجعه‌آمیز درون‌مایهٔ اصلی و پس‌زمینهٔ کدر و تاریک بیشتر داستان‌های این مجموعه را تشکیل می‌دهد. درویشیان به بیماری، آوارگی، تنهایی، از دست دادن عزیزان و مرگ افراد عادی و مردم فرودست در جریان این رخدادها می‌پردازد و از این نظر شکلی از ادبیات جنگ را خلق می‌کند که از ادبیات رسمی و دولتی جنگ متفاوت است. در ۵ داستان از این مجموعه تأثیر جنگ دیده می‌شود. به جز داستان شبح، ۹ داستان دیگر تصاویری از زندگی مردم کرد را در دههٔ ۱۳۶۰ نشان می‌دهند. اعدام‌های جمعی سرپایی، شکنجه‌ها، تواب‌ها، جنگ، موشک‌باران شهرها و روستاها، بمباران شیمیایی شهرهای کردستان توسط ارتش صدام و ... از جمله مسائلی است که مضمون اصلی داستان‌های درشتی را تشکیل می‌دهد.

## داستان درشتی

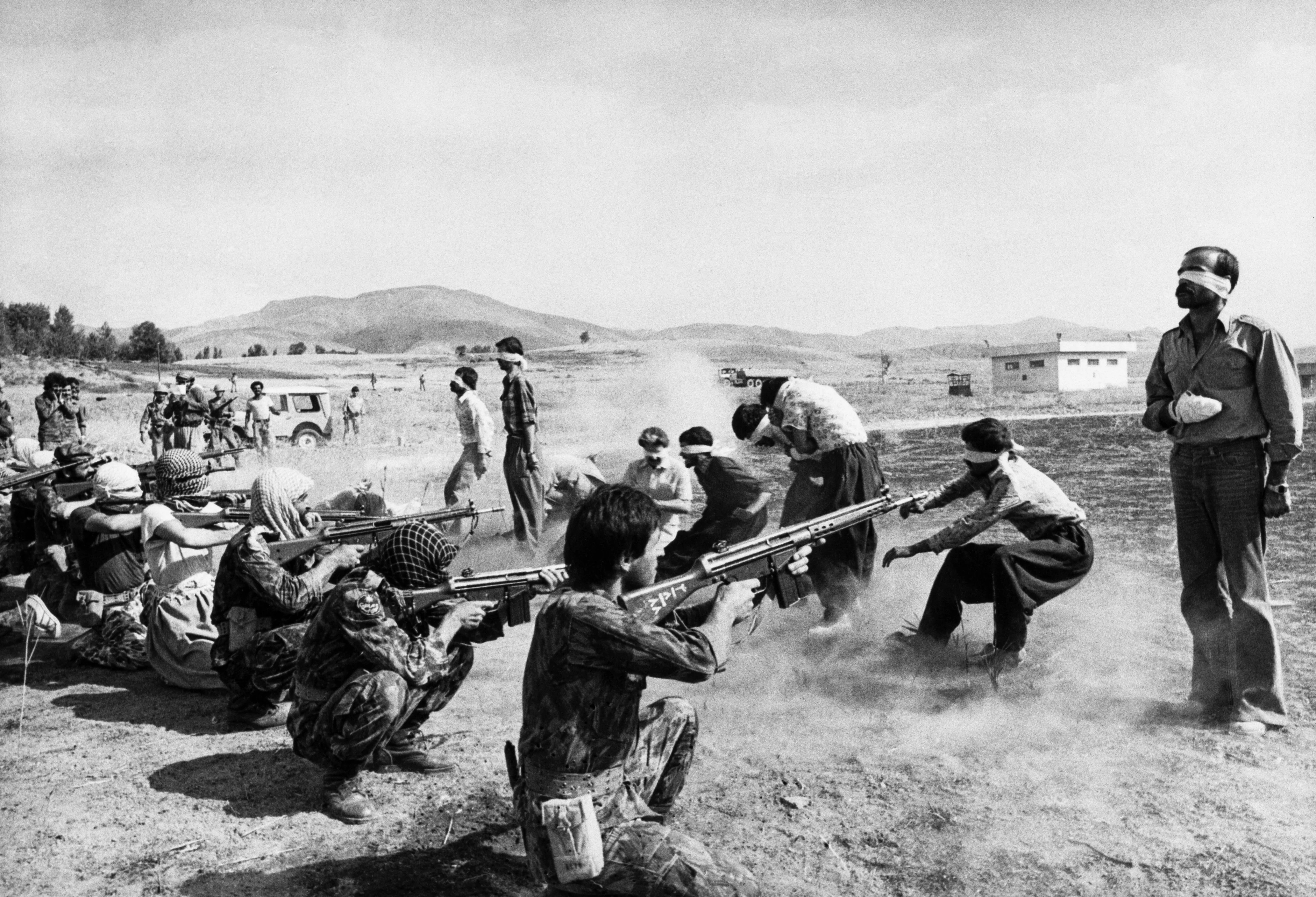
عکس معروف جهانگیر رزمی با عنوان «جوخه آتش در ایران» که اعدام نیروهای انقلابی در فرودگاه سنندج را نشان می‌دهد.

داستان درشتی نخستین داستان این مجموعه است که نام کتاب نیز از آن گرفته شده‌است. درویشیان این داستان را با نگاه کردن به عکس معروف جهانگیر رزمی از اعدام نیروهای انقلابی در کردستان به دستور خلخالی نوشته‌است. او کوشیده تا این عکس معروف را دراماتیزه کرده و آن را در قالب داستانی با مایه‌های سورئالیستی روایت کند.
داستان درشتی از زبان پسرکی روایت می‌شود که در یک روز بارانی برای بریدن نی و درست کردن قلم درشتی به نیزاری آمده‌است. او ناگهان متوجه می‌شود که نی‌ها به خون آغشته می‌شوند. پسرک از سوراخ نی‌ای که بریده‌است به آن‌سوی نیزار می‌نگرد و هشت مرد را مشاهده می‌کند که تیرباران می‌شوند. در واقع پسرک نظاره‌گر تصویر اعدام دسته‌جمعی کردها در سال ۱۳۵٨ در فروگاه سنندج می‌شود. در ادامهٔ‌ داستان، قلم درشتی‌ که از نی آغشته بخون ساخته شده‌بود سرمشق استاد را نمی‌نویسد، بلکه به‌طور خودکار سرمشق دیگری می‌نویسد که در واقع تکلیف تاریخی قلم است:
بارها به خونمان کشیدند/ به یاد آر/ و تنها دستاورد کشتار/ نان‌پارۀ بی‌قاتق سفرۀ بی برکت ما بود.
درویشیان در این داستان مرز واقعیت و فراواقعیت را درمی‌نوردد و با خلق فضایی سوررئال، می‌کوشد تا ابعاد فاجعهٔ انسانی و سرگشتگی، بلازدگی و در عین حال آگاهی انسان‌های درگیر در آن را نشان دهد. ایوب آقاخانی از این داستان نمایشنامه‌ای اقتباس کرده‌است که در کتاب سه نمایشنامهٔ اقتباسی وی به چاپ رسیده‌است.

## داستان این لحظه
داستان این لحظه در این مجموعه به مردی می‌پردازد که برای آنکه دستگیر نشده و تحت شکنجۀ مأموران قرار نگیرد خود را از پنجرۀ آپارتمانش به پایین انداخته و خودکشی می‌کند. این داستان به صورتی غیرمستقیم روایتی از مرگ بهروز سلیمانی از اعضای سازمان چریک‌های فدایی خلق ایران و عضو شاخۀ کردستان سازمان فداییان خلق به دست می‌دهد. بهروز سلیمانی در ۱۹ آبان سال ۱۳۶۲ هنگام یورش پلیس به منزلش، خود را در برابر همسر و دو فرزندش از طبقۀ پنجم ساختمان به پائین پرتاب کرد تا زنده به دست نیروهای جمهوری اسلامی نیفتد.

## داستان بفرینه
داستان بفرینه در این مجموعه داستان خانواده‌ای کُرد را توصیف می‌کند که پدر خانواده برای جنگیدن دیگر اعضا را ترک کرده و مادر آن‌ها به کار طاقت‌فرسای ادارهٔ زندگی و نگهداری از دو فرزند خردسالش می‌پردازد. مادر که برای کار به بلندی‌های روستا رفته‌است، پس از بازگشت به خانه تمام اعضای خانوادهٔ خود و نیز دختر کوچکش بفرینه را بر اثر حملهٔ شیمیایی مرده می‌یابد. این داستان تحت تأثیر بمباران‌های شیمیایی کردستان، در شهرهای سردشت، حلبچه و زرده نوشته شده‌است و این حمله‌ها را از دید مردم فرودستی که قربانی آن‌ها شدند روایت می‌کند.

## فهرست داستان‌های مجموعه
1. درشتی
2. این لحظه
3. خانهٔ نمدی کوچک
4. شبح
5. نشانه
6. نان و نمک برای پر طاووس
7. کبریت بی‌خطر
8. سکهٔ سوراخ
9. باریکه‌راه مهتابی
10. بفرینه